# Evania curvinervis
Evania curvinervis är en stekelart som beskrevs av Cameron 1886. Evania curvinervis ingår i släktet Evania och familjen hungersteklar. Inga underarter finns listade i Catalogue of Life.